# Зюльков Федір Іванович
Федір Іванович Зюльков (нар. 6 (18) листопада 1887 — 22 березня 1942) — радянський і партійний діяч. Заступник наркома освіти УСРР (1935–1936), ректор Київського державного університету (1936–1937), 1-й секретар Сталінського райкому КП(б)У міста Києва (1934–1935). Член Центральної Контрольної Комісії КП(б)У в лютому 1933 — січні 1934 р. Член Президії Центральної Контрольної Комісії КП(б)У в лютому 1933 — січні 1934 р. Член ЦК КП(б)У в січні 1934 — травні 1937 р.

## Біографія
Народився 6 листопада 1887 року в селі Жупаново Мосальського повіту Калузької губернії (Росія). Мав початкову освіту — закінчив два класи сільської школи. З 1918 року член РСДРП(б). Протягом 20-х років відповідав за питання народної освіти в уряді Далекосхідної республіки. З кінця 1920 р. по листопад 1922 р. — політемісар уряду Далекосхідної республіки, голова Амурського крайового управління. У березні 1923 р. направлений у Забайкальську область на посаду члена президії губревкому та завідувача відділу комунального господарства. Упродовж 1920–1924 рр. — член Президії крайового комітету ВКП(б), обраний членом Далекосхідного ЦК.
З квітня 1924 року, за розпорядженням губнаросвіти, був відряджений до Умані на посаду керуючого й політкомісара Сільськогосподарського технікуму, з 1928 року — директор Полтавського землевпорядного технікуму. На 1930 рік — директор Українського насінньо-сортового тресту в Харкові.
3 березня 1933 року призначений головою Харківської обласної контрольної комісії КП(б)У — робітничо-селянської інспекції. Обирався делегатом XII з'їзду КП(б)У та XVII з'їзду ВКП(б) від Харківської парторганізації та членом Президії ЦКК КП(б)У. У 1934–1935 роках перший секретар Сталінського райкому КП(б)У у місті Києві. У 1935–1936 — заступник наркома освіти УСРР.
На початку 1936/37 навчального року призначений ректором Київського державного університету.
19 липня 1937 року був заарештований органами НКВС і засуджений постановою Особливої наради при НКВС УРСР від 27 грудня 1937 р. на п'ять років виправно-трудових таборів. Відбував покарання в Ухтоіжмтаборі де й помер у 1942 р. Реабілітований постановою Військового трибуналу КВО від 26 жовтня 1956 р. через «відсутність складу злочину».